# Getreidespirituose
Als Getreidespirituose (auch Getreidebrand) bezeichnet man ein alkoholisches Getränk, das durch die Destillation einer vergorenen Maische aus dem vollen Korn von Getreide gewonnen wird. Als Getreidebrände werden bezeichnet Korn, Kornbrand, Doppelkorn und Weizenkorn. Technisch gesehen werden aber auch Bierbrand, Whisky, Potcheen, teilweise auch Wodka aus Getreide hergestellt. Rektifizierte Getreidebrände bilden häufig, aber nicht immer die Grundlage für weitere Spirituosen wie Gin, Genever, Aquavit, Steinhäger, Wacholderschnaps und Likör.
Der Begriff Getreidebrand ist sehr allgemein. Zur Herstellung darf jede Getreidesorte verwendet werden, im Gegensatz zum Kornbrand z. B. auch Dinkel und Triticale. Die Getreidespirituosen haben einen Alkoholgehalt von mind. 35 Vol.-% und weisen die sensorischen Eigenschaften der Ausgangsstoffe aus. Sie dürfen nicht mit Neutralalkohol verschnitten und/oder aromatisiert werden. Jedoch ist die Färbung mit Zuckerkulör zulässig, wenn sie in Holzfässern reifen.